# Douglas Bay
Douglas Bay – zatoka Morza Irlandzkiego, położona na Wyspie Man w archipelagu Wysp Brytyjskich.
Nad zatoką położona jest stolica wyspy, Douglas. Do zatoki uchodzi rzeka Douglas.

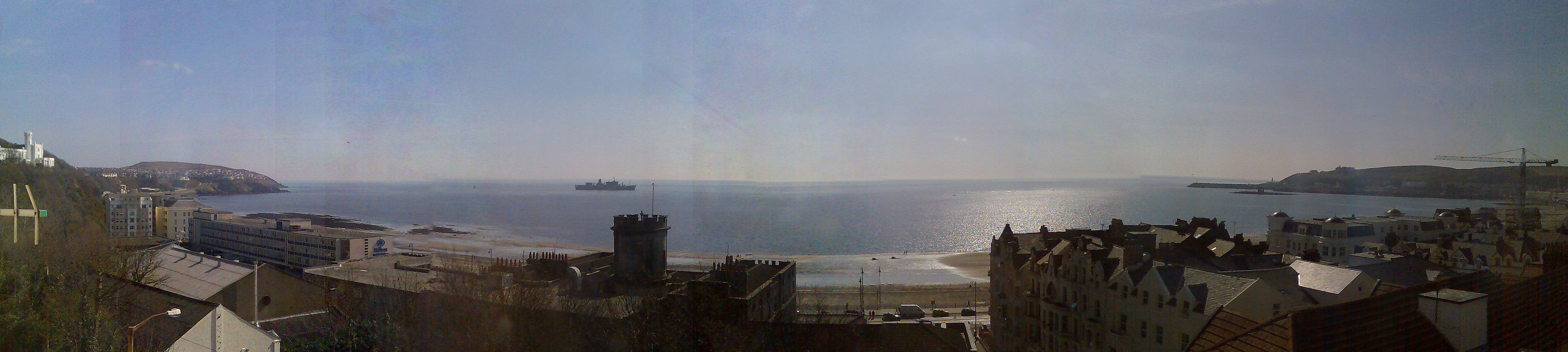
Panorama zatoki Douglas Bay, widoczna część miasta Douglas